# صندوق الخبير ريت
صندوق الخبير ريت هو صندوق استثمار عقاري متداول مقفل متوافق مع ضوابط الشريعة الإسلامية. ويعمل الصندوق وفقاً للائحة صناديق الاستثمار العقاري والتعليمات الخاصة بصناديق الاستثمار العقارية المتداولة الصادرة عن هيئة السوق المالية.

## الهدف الاستثماري
الهدف الاستثماري الرئيسي للصندوق هو تحقيق عوائد إيجاريه مستمرة وتوزيعات نقدية دورية بنسبة لا تقل عن 90% من صافي أرباح الصندوق السنوية، وذلك من خلال استثمار ما لا يقل عن 75% من القيمة الإجمالية لأصول الصندوق حسب آخر قوائم مالية مدققة، في أصول عقارية مُدِرة للدخل في المملكة العربية السعودية باستثناء مدينتي مكة المكرمة والمدينة المنورة.

## الهيئة الشرعية
يخضع الصندوق في استثماراته وتعاملاته لضوابط الهيئة الشرعية

## مدير الصندوق
شركة الخبير المالية، وهي شركة مساهمة مقفلة سعودية مسجلة في السجل التجاري بالمملكة العربية السعودية

## مقيمي الصندوق
- شركة انتماء المتطورة
- شركة وايت كيوبز

## امين الحفظ
شركة الإنماء للاستثمار

## وصلات خارجية
- الخبير ريت حقائق وأرقام